# ورورا، آذربایجان
ورورا (به لاتین: Varvara) منطقه‌ای مسکونی در جمهوری آذربایجان است که در شهرستان یولاخ واقع شده‌است.

## خصوصیات
ورورا ۱٬۶۳۴ نفر جمعیت دارد.